# Nati nel 1926/Gennaio
| Questa pagina contiene informazioni ricavate automaticamente dalle voci biografiche con l'ausilio del template Bio e di un bot. L'aggiornamento è periodico e automatico e ricostruisce completamente la pagina. Se manca una persona in questa lista, sei pregato di non aggiungerla, ma accertati piuttosto che la sua voce biografica contenga il template Bio e che i dati anagrafici siano correttamente compilati. Se il template Bio manca, inseriscilo tu stesso o, in alternativa, metti l'avviso {{tmp\|Bio}} che ne segnala la mancanza. Se i dati riportati sono sbagliati, correggi direttamente la voce biografica; le modifiche saranno visibili in questa lista entro pochi giorni. Per chiarimenti vedi il progetto biografie. La lista contiene solo le 221 persone che sono citate nell'enciclopedia e per le quali è stato implementato correttamente il template Bio. Pagina aggiornata al 18 ago 2025. |

- 1º gennaio - Pierre Albrecht, cestista svizzero († 1971)
- 1º gennaio - Corrado Bernicchi, calciatore e allenatore di calcio italiano († 2001)
- 1º gennaio - Gina Berriault, scrittrice e sceneggiatrice statunitense († 1999)
- 1º gennaio - José Manuel Estepa Llaurens, cardinale e arcivescovo cattolico spagnolo († 2019)
- 1º gennaio - Enzo Gibin, partigiano italiano († 1945)
- 1º gennaio - Vito Laterza, editore italiano († 2001)
- 1º gennaio - Zena Marshall, attrice britannica († 2009)
- 1º gennaio - Armando Pagella, partigiano, sindacalista e politico italiano († 2006)
- 1º gennaio - Kazys Petkevičius, cestista e allenatore di pallacanestro sovietico († 2008)
- 1º gennaio - Giuseppe Porpora, militare e prefetto italiano († 2013)
- 1º gennaio - Oreste Roccasecca, calciatore italiano († 1990)
- 1º gennaio - Tiziano Triani, pittore italiano († 2008)
- 1º gennaio - Claudio Villa, cantante e attore italiano († 1987)
- 2 gennaio - Howard Caine, attore statunitense († 1993)
- 2 gennaio - Giancarlo Fabrello, ex calciatore italiano
- 2 gennaio - Bruce Harlan, tuffatore statunitense († 1959)
- 2 gennaio - Tatsuaki Iwata, goista giapponese († 2022)
- 2 gennaio - Paolo Maffei, astrofisico italiano († 2009)
- 2 gennaio - Gino Marchetti, giocatore di football americano statunitense († 2019)
- 2 gennaio - Pina Patti Cuticchio, pittrice, scenografa e costumista italiana († 2013)
- 2 gennaio - Vira Vovk, scrittrice e poetessa ucraina († 2022)
- 2 gennaio - Bandar bin Sa'ud Al Sa'ud, principe e funzionario saudita († 2016)
- 3 gennaio - Aldo Attardi, giurista italiano († 2001)
- 3 gennaio - Giuseppe Carrà, partigiano, sindacalista e politico italiano († 2012)
- 3 gennaio - Giovanni D'Orio, ingegnere italiano († 2006)
- 3 gennaio - Murray Dowey, hockeista su ghiaccio canadese († 2021)
- 3 gennaio - Ninel' Krutova, ex tuffatrice sovietica
- 3 gennaio - George Martin, produttore discografico, compositore e arrangiatore britannico († 2016)
- 3 gennaio - Giuseppe Mascaro, politico italiano († 2012)
- 3 gennaio - Kō Nakahira, regista giapponese († 1978)
- 3 gennaio - Enzo Rosignoli, calciatore italiano († 2005)
- 3 gennaio - Pablo Volta, fotografo italiano († 2011)
- 4 gennaio - Don Arden, manager e produttore discografico britannico († 2007)
- 4 gennaio - Fabrizio Bruno, architetto italiano († 2000)
- 4 gennaio - Dario Guzzon, fumettista e illustratore italiano († 2000)
- 5 gennaio - Nate DeLong, cestista e allenatore di pallacanestro statunitense († 2010)
- 5 gennaio - Veikko Karvonen, maratoneta finlandese († 2007)
- 5 gennaio - W. D. Snodgrass, poeta statunitense († 2009)
- 5 gennaio - Siegfried Wolf, calciatore tedesco orientale († 2017)
- 5 gennaio - Buddy Young, giocatore di football americano statunitense († 1983)
- 6 gennaio - Armando Aste, alpinista italiano († 2017)
- 6 gennaio - Rafael Ávalos, calciatore messicano († 1993)
- 6 gennaio - Pat Flaherty, pilota automobilistico statunitense († 2002)
- 6 gennaio - Kid Gavilán, pugile cubano († 2003)
- 6 gennaio - Fernand Guillou, cestista francese († 2009)
- 6 gennaio - Mickey Hargitay, attore, culturista e pattinatore di velocità su ghiaccio ungherese († 2006)
- 6 gennaio - Duane Klueh, cestista e allenatore di pallacanestro statunitense († 2024)
- 6 gennaio - Matthew Farhang Mohtadi, tennista e cestista iraniano († 2020)
- 6 gennaio - Nella Nobili, poetessa italiana († 1985)
- 6 gennaio - Enzo Sacchi, pistard e ciclista su strada italiano († 1988)
- 6 gennaio - Walter Sedlmayr, attore tedesco († 1990)
- 7 gennaio - Julián Arcas Sánchez, calciatore e allenatore di calcio spagnolo († 2001)
- 7 gennaio - Mino Di Bartolo, allenatore di pallanuoto italiano († 2022)
- 7 gennaio - Kim Jong-pil, politico e militare sudcoreano († 2018)
- 7 gennaio - Claude Kirk, politico statunitense († 2011)
- 7 gennaio - Mario Menichini, partigiano italiano († 1943)
- 7 gennaio - Elaine Saunders, scacchista britannica († 2012)
- 7 gennaio - Omer Šipraga, partigiano bosniaco († 2012)
- 8 gennaio - Vincenzo Liborio Calia, imprenditore italiano († 1998)
- 8 gennaio - Alfonso Maria Di Nola, antropologo e storico delle religioni italiano († 1997)
- 8 gennaio - Norman Geschwind, neurologo statunitense († 1984)
- 8 gennaio - Evelyn Lear, soprano statunitense († 2012)
- 8 gennaio - Giovanni Marino, politico e avvocato italiano († 2017)
- 8 gennaio - Kerwin Mathews, attore statunitense († 2007)
- 8 gennaio - Hanae Mori, stilista giapponese († 2022)
- 8 gennaio - Renato Sellani, pianista italiano († 2014)
- 9 gennaio - Gianni Dagnino, politico italiano († 1995)
- 9 gennaio - Giuseppe La Franca, avvocato italiano († 1997)
- 9 gennaio - Bucky Pizzarelli, chitarrista statunitense († 2020)
- 10 gennaio - Mario Brizuela, cestista messicano († 2005)
- 10 gennaio - Jack Kyle, rugbista a 15 e medico britannico († 2014)
- 10 gennaio - Jesús Loroño, ciclista su strada spagnolo († 1998)
- 10 gennaio - Nicola Matteucci, politologo italiano († 2006)
- 11 gennaio - Jan Ceulemans, cestista belga († 2022)
- 11 gennaio - Lev Stepanovič Dëmin, cosmonauta sovietico († 1998)
- 11 gennaio - Guglielmo Letteri, fumettista italiano († 2006)
- 11 gennaio - Ignazio Nigrelli, storico, saggista e ambientalista italiano († 2000)
- 11 gennaio - Giusto Pio, violinista, compositore e arrangiatore italiano († 2017)
- 11 gennaio - Pietro Schiano, politico italiano († 2018)
- 12 gennaio - Annarella, attivista e personaggio televisivo italiana († 2017)
- 12 gennaio - Luciano Cafagna, storico e politico italiano († 2012)
- 12 gennaio - Gonzalo Chillida, pittore spagnolo († 2008)
- 12 gennaio - Morton Feldman, compositore statunitense († 1987)
- 12 gennaio - Andrew Laszlo, direttore della fotografia ungherese († 2011)
- 12 gennaio - Ray Price, cantautore statunitense († 2013)
- 12 gennaio - Abraham Serfaty, attivista marocchino († 2010)
- 13 gennaio - Ahmed Ben Salah, politico e sindacalista tunisino († 2020)
- 13 gennaio - Giuseppe Bolino, politico italiano († 1984)
- 13 gennaio - Michael Bond, scrittore inglese († 2017)
- 13 gennaio - Armand Catafago, cestista egiziano († 2010)
- 13 gennaio - Carolyn Gold Heilbrun, scrittrice e attivista statunitense († 2003)
- 13 gennaio - Kosima Kosmo, scultrice, ceramista e pittrice italiana († 2017)
- 13 gennaio - Roger Lamy, calciatore francese († 2018)
- 13 gennaio - Melba Liston, trombonista, arrangiatrice e compositrice statunitense († 1999)
- 13 gennaio - Enzo Muzii, regista, scrittore e sceneggiatore italiano († 2014)
- 13 gennaio - Shakti Samanta, regista indiano († 2009)
- 13 gennaio - Enio Sardelli, partigiano italiano († 2008)
- 13 gennaio - Mario Trejo, poeta, giornalista e drammaturgo argentino († 2012)
- 14 gennaio - Frank Aletter, attore statunitense († 2009)
- 14 gennaio - Lucia Banti, attrice italiana († 2010)
- 14 gennaio - Franco Civolani, calciatore italiano († 1995)
- 14 gennaio - Eduardo Decena, cestista filippino († 2002)
- 14 gennaio - Mahasweta Devi, scrittrice e attivista indiana († 2016)
- 14 gennaio - André Even, cestista francese († 2009)
- 14 gennaio - Ilario Galimberti, imprenditore italiano († 2019)
- 14 gennaio - Warren Mitchell, attore britannico († 2015)
- 14 gennaio - Oswaldo Silva, calciatore brasiliano († 1997)
- 14 gennaio - Tom Tryon, attore e scrittore statunitense († 1991)
- 15 gennaio - Andrea Arrica, dirigente sportivo italiano († 2011)
- 15 gennaio - Franco Canali, ex calciatore italiano
- 15 gennaio - Franco Colletta, giornalista, scrittore e poeta italiano († 2017)
- 15 gennaio - KhaShaba Jadav, lottatore indiano († 1984)
- 15 gennaio - Karl-Alfred Jakobsson, calciatore svedese († 2015)
- 15 gennaio - Rafiq Nishonov, politico e diplomatico sovietico († 2023)
- 15 gennaio - Hannu Posti, biatleta e mezzofondista finlandese († 2012)
- 15 gennaio - Maria Schell, attrice austriaca († 2005)
- 15 gennaio - Irfan Shahid, storico palestinese († 2016)
- 15 gennaio - Khalid bin Sa'ud Al Sa'ud, principe e militare saudita († 2020)
- 16 gennaio - Mario Fantoni, fumettista italiano († 2012)
- 16 gennaio - Ben Feleo, regista, sceneggiatore e produttore cinematografico filippino († 2011)
- 16 gennaio - Jorge Goulart, cantante brasiliano († 2012)
- 16 gennaio - Arnau Puig i Grau, critico d'arte e sociologo spagnolo († 2020)
- 16 gennaio - Don White, rugbista a 15, imprenditore e allenatore di rugby a 15 britannico († 2007)
- 17 gennaio - Antonio Domingo Bussi, militare e politico argentino († 2011)
- 17 gennaio - Rafael Díaz-Balart, politico cubano († 2005)
- 17 gennaio - Antonio Fazzini, militare italiano († 1968)
- 17 gennaio - Donnie Forman, cestista statunitense († 2018)
- 17 gennaio - Herz Frank, regista sovietico († 2013)
- 17 gennaio - Wayne Glasgow, cestista statunitense († 2000)
- 17 gennaio - Michèle Philippe, attrice francese († 1972)
- 17 gennaio - Moira Shearer, attrice e ballerina scozzese († 2006)
- 17 gennaio - Petronella van Vliet, nuotatrice olandese († 2006)
- 18 gennaio - Luigi Aliquò, avvocato, politico e giornalista italiano († 1995)
- 18 gennaio - Autran Dourado, scrittore brasiliano († 2012)
- 18 gennaio - Guido Ferracin, pugile italiano († 1973)
- 18 gennaio - Fabio Ferrari, fisico italiano († 2007)
- 18 gennaio - Carmelo Latino, politico italiano
- 18 gennaio - Mario Lucerna, artista e ceramista italiano († 2007)
- 18 gennaio - Ivan Mrázek, cestista e allenatore di pallacanestro cecoslovacco († 2019)
- 18 gennaio - Italia Vaniglio, cantante italiana († 2012)
- 19 gennaio - Fernando Cerulli, attore italiano († 2018)
- 19 gennaio - José Alfredo Jiménez, compositore e cantautore messicano († 1973)
- 19 gennaio - Hans Massaquoi, giornalista e scrittore tedesco († 2013)
- 19 gennaio - Valentino Orsini, regista italiano († 2001)
- 19 gennaio - Ingvar Pettersson, marciatore svedese († 1996)
- 19 gennaio - Fritz Weaver, attore statunitense († 2016)
- 20 gennaio - Ferenc Bánki, cestista e allenatore di pallacanestro ungherese († 2007)
- 20 gennaio - Paul Meister, schermidore svizzero († 2018)
- 20 gennaio - Patricia Neal, attrice statunitense († 2010)
- 20 gennaio - Sandro Pontremoli, chirurgo e medico italiano († 2021)
- 20 gennaio - David Tudor, pianista e compositore statunitense († 1996)
- 20 gennaio - Vitalij Ivanovič Vorotnikov, politico sovietico († 2012)
- 21 gennaio - Giuseppe Alberigo, storico italiano († 2007)
- 21 gennaio - Giorgio Cingoli, giornalista italiano († 2005)
- 21 gennaio - Clive Donner, regista e montatore britannico († 2010)
- 21 gennaio - Willehad Paul Eckert, sacerdote e teologo tedesco († 2005)
- 21 gennaio - Franco Evangelisti, compositore italiano († 1980)
- 21 gennaio - John Main, monaco cristiano britannico († 1982)
- 21 gennaio - Steve Reeves, attore e culturista statunitense († 2000)
- 21 gennaio - Roger Taillibert, architetto francese († 2019)
- 21 gennaio - Xenia Valderi, attrice italiana († 2008)
- 21 gennaio - Robert J. White, chirurgo statunitense († 2010)
- 22 gennaio - Otto Hemele, calciatore cecoslovacco († 2001)
- 22 gennaio - Margit Pirik, cestista ungherese († 2006)
- 22 gennaio - Giglia Tedesco, politica italiana († 2007)
- 22 gennaio - Carlo Usiglio, politico italiano
- 22 gennaio - Arne Winther, calciatore norvegese († 2000)
- 23 gennaio - Adriano Barbano, regista italiano († 1985)
- 23 gennaio - Giuseppe Cassieri, scrittore, commediografo e saggista italiano († 2008)
- 23 gennaio - Curtis Counce, contrabbassista e arrangiatore statunitense († 1963)
- 23 gennaio - Benito Gavazza, generale italiano († 2010)
- 23 gennaio - Bal Thackeray, politico indiano († 2017)
- 23 gennaio - Emimmo Salvi, regista, sceneggiatore e produttore cinematografico italiano († 1982)
- 24 gennaio - Ruth Asawa, scultrice statunitense († 2013)
- 24 gennaio - Fiorenzo Crippa, ciclista su strada italiano († 2017)
- 24 gennaio - Salverino De Vito, politico italiano († 2010)
- 24 gennaio - Georges Lautner, regista, sceneggiatore e scrittore francese († 2013)
- 24 gennaio - Gaston Rouxel, calciatore francese († 2016)
- 24 gennaio - J. Om Prakash, regista e produttore cinematografico indiano († 2019)
- 25 gennaio - Ginette Bucaille, tennista francese († 2021)
- 25 gennaio - Gemma Fortini, storica e giornalista italiana († 2001)
- 25 gennaio - Dick McGuire, cestista e allenatore di pallacanestro statunitense († 2010)
- 25 gennaio - Pola Patiño, ex cestista messicana
- 25 gennaio - Folco Portinari, saggista, critico letterario e storico della letteratura italiano († 2019)
- 25 gennaio - Yusuf Shahin, regista, sceneggiatore e produttore cinematografico egiziano († 2008)
- 26 gennaio - José María Valverde, poeta, linguista e traduttore spagnolo († 1996)
- 27 gennaio - Peter Jackson, biologo, scrittore e fotografo britannico († 2016)
- 27 gennaio - Maria Terrile Vietz, attrice teatrale e scrittrice italiana († 2016)
- 27 gennaio - Ingrid Thulin, attrice svedese († 2004)
- 28 gennaio - Hans Bild, calciatore tedesco († 2004)
- 28 gennaio - Jimmy Bryan, pilota automobilistico statunitense († 1960)
- 28 gennaio - Francesco Calzolari, partigiano italiano († 1944)
- 28 gennaio - Carlo Dossi, ex calciatore italiano
- 28 gennaio - Ewald Follmann, calciatore tedesco († 1990)
- 28 gennaio - Gene Hartley, pilota automobilistico statunitense († 1993)
- 28 gennaio - Maneca, calciatore brasiliano († 1961)
- 28 gennaio - Uberto Mori, ingegnere italiano († 1989)
- 28 gennaio - Cesare Pirisi, politico e giornalista italiano († 2013)
- 28 gennaio - Vittorio Rossello, ciclista su strada italiano († 2016)
- 28 gennaio - Armando Silvestre, attore messicano († 2024)
- 29 gennaio - Tofiq Bəhramov, calciatore, arbitro di calcio e dirigente sportivo sovietico († 1993)
- 29 gennaio - Franco Cerri, chitarrista italiano († 2021)
- 29 gennaio - Bob Falkenburg, tennista statunitense († 2022)
- 29 gennaio - Roberto Goyeneche, cantante argentino († 1994)
- 29 gennaio - Bob Hollway, allenatore di football americano statunitense († 1999)
- 29 gennaio - Michele Lalli, giornalista e scrittore italiano († 1964)
- 29 gennaio - Giorgio Morelli, partigiano e giornalista italiano († 1947)
- 29 gennaio - Abdus Salam, fisico pakistano († 1996)
- 30 gennaio - Vasilij Aleksandrovič Archipov, militare sovietico († 1998)
- 30 gennaio - Luciana Palombi, cantante lirica e attrice italiana († 2019)
- 30 gennaio - Ippolito Pizzetti, saggista e traduttore italiano († 2007)
- 30 gennaio - Luciano Rufino, sindacalista e politico italiano († 1985)
- 30 gennaio - Romolo Tavoni, dirigente sportivo e imprenditore italiano († 2020)
- 31 gennaio - Antonio Briva Mirabent, vescovo cattolico spagnolo († 1994)
- 31 gennaio - Ed Dahler, cestista statunitense († 2012)
- 31 gennaio - Johannes Joachim Degenhardt, cardinale e arcivescovo cattolico tedesco († 2002)
- 31 gennaio - Adriano Guerra, giornalista italiano († 2011)
- 31 gennaio - Antonio Lionetti, allenatore di calcio e calciatore italiano († 2004)
- 31 gennaio - Maria Emanuele di Sassonia, nobile († 2012)
- 31 gennaio - Lev Aleksandrovič Rusov, pittore russo († 1987)
- 31 gennaio - Chuck Willis, cantante statunitense († 1958)